# أسد الله عادلي
أسد‌الله عادلي (مواليد 1955 في طهران) كان طيارًا لمقاتلة غرومان إف-14 توم كات التابعة لسلاح الجو الملكي الإيراني والقوات الجوية لجمهورية إيران الإسلامية .
كان أحد أفضل الطيارين في سلاح الجو الإيراني وفي عام 1977 كان أحد الطيارين القلائل في سلاح الجو الذين تم اختيارهم لقيادة طائرة غرومان إف-14 توم كات . طار مع المقاتل لأكثر من 2000 ساعة بين 1980 و 1988 خلال الحرب العراقية الإيرانية .

## خلفية
وقد نسب المؤرخ العسكري الفرنسي بيير رازوكس إليه خمس انتصارات جوية ، وهو رقم قياسي يؤهله كطيار واحد . جنبا إلى جنب مع ضابط اعتراض الرادار ، محمد مسبوق ، يحمل الرقم القياسي لإسقاط ثلاث طائرات بصاروخ واحد. حدث هذا في 7 يناير 1981 ، عندما أسقطوا ثلاث طائرات ميج 23 عراقية تحلق فوق جزيرة خرج على مسافة قريبة من 2000 قدم ، وأطلقت صاروخ إيه آي إم-54 فينكس  قام كوبر وبيشوب بإدراج ثلاث طائرات من طراز ميج 23 كمطاردات تمت الموافقة عليها من قبل إيران دون التمكن من التعرف على الطيارين.

## الاستفسارات المعتمدة
- طيار رتيب